# Desaparición de Kristin Smart
Kristin Denise Smart (20 de febrero de 1977; declarada muerta legalmente el 25 de mayo de 2002) era una mujer estadounidense que desapareció el 25 de mayo de 1996 cuando asistía a la Universidad Politécnica Estatal de California. Tres estudiantes acompañaron a Smart de vuelta a la residencia estudiantil después de una fiesta. Su desaparición fue un caso activamente investigado durante un cuarto de siglo, hasta la detención de su asesino Paul Flores el 13 de abril de 2021. Fue condenado a cadena perpetua sin derecho a libertad condicional en marzo de 2023.
El 6 de septiembre de 2016, el jefe de policía de San Luis Obispo hizo pública información recibida sobre la posible localización de los restos de Smart, que dieron como resultado una extensa red de búsqueda en una colina del campus de la universidad. Después de tres días de excavaciones, fueron hallados huesos en por lo menos una de las zonas de excavación. Sin embargo, no estaba claro si los restos hallados eran humanos o de animales, y fueron necesarios informes de forenses para determinarlo.
Kristin Smart no estaba relacionada con Elizabeth Smart, una adolescente de Salt Lake City que fue secuestrada en junio de 2002 y encontrada viva en marzo de 2003.

## Desaparición
Kristin Smart asistía a la Universidad Politécnica Estatal de California, o Cal Poly, en San Luis Obispo. En la noche de la desaparición, Smart había acudido a la fiesta de cumpleaños de un compañero de la Universidad. A aproximadamente las 2:00 de la madrugada del 25 de mayo de 1996, fue encontrada inconsciente en el césped de un vecino por dos estudiantes, Cheryl Anderson y Tim Davis, los cuales acababan de dejar la fiesta. Ayudaron a Smart a ponerse de pie y decidieron acompañarla a su dormitorio. Otro estudiante quien había estado en la fiesta, Paul Flores, se unió y decidió ayudarlos a llevar a Smart a su habitación.
Davis se alejó del grupo ya que no vivía en el campus. Anderson fue la segunda en irse ya que le dijo a Flores que podía llevar a Smart de vuelta a su habitación, ya que su dormitorio estaba más cerca. Flores le dijo a la policía que acompañó a Smart hasta su dormitorio, Santa Lucia Hall, y luego dejó que ella caminara hasta su habitación en Muir Hall por su cuenta. Esta fue la última vez que se le vio. No portaba ni dinero ni tarjeta de crédito cuando desapareció.

## Investigación
El Departamento de Policía sospechó originalmente que Smart se había ido de vacaciones sin avisar, ya que era una práctica común entre los jóvenes en épocas vacacionales, como resultado tardaron en colocarla como persona desaparecida.
Durante la investigación sobre el asesinato de Laci Peterson, hubo rumores de que el marido de Laci, Scott Peterson podía estar relacionado con la desaparición de Smart debido a que ambos habían asistido al campus de Cal Poly. La supuesta participación de Peterson en el caso fue investigada, pero Peterson negó tener nada que ver, y se le tachó de la lista de sospechosos.
La desaparición de Smart fue un caso no resuelto hasta 2021, sin ninguna evidencia que pudiera indicar que pudo haber sido de ella, y ningún cuerpo jamás encontrado. Entre 1996 y 2007, muchas búsquedas fueron organizadas, un gran número de ellas incluían perros de rastreo, se revisaron propiedades de la familia Flores. No se encontraron pistas útiles.
El 6 de septiembre de 2016, los oficiales de Departamento de Policía de San Luis Obispo estaban investigando una nueva pista en el caso. Perros del FBI fueron llevados y se esperaba realizar excavaciones por cuatro días en el campus de Cal Poly. Después de tres días, objetos fueron encontrado en la misma colina donde se encontraba el dormitorio de Smart. Un portavoz declaró, "Los objetos están siendo analizados para ver si están relacionados con el caso. Esto podría llevar días, semanas o meses." Los objetos están siendo investigados a día de hoy.
En abril de 2019, el sheriff Ian Parkinson expresó que las investigaciones, sobre el caso de Kristin y el de Jerry Greer, continuarían de forma prioritaria hasta su posible resolución, después de relatar que habían resuelto dos casos de asesinato ocurridos en 1977 y 1978 con pruebas de ADN.